# Governatori romani della Hispania

La conquista dell'Iberia e la formazione, via via, delle provincie romane

Questa è la lista dei governatori romani conosciuti della provincia romana di Hispania, localizzata nei moderni stati di Spagna, Portogallo, Gibilterra e Andorra.

## Le province spagnole
La Hispania Citerior (Spagna citeriore) e la Hispania Ulterior (Spagna ulteriore) furono due province romane con capitali, rispettivamente, Tarragona e Cordova, in cui nel 197 a.C., dopo il termine della seconda guerra punica, vennero suddivisi i territori conquistati dai Romani ai Cartaginesi nella penisola iberica (Hispania). Erano separate da una linea di demarcazione che dalla città di Carthago Nova (Cartagena), o dalle sue immediate vicinanze, attraverso la meseta, raggiungeva i Pirenei occidentali. Era dunque una frontiera che si discostava alquanto da quella precedentemente delimitata dal fiume Ebro, che aveva costituito il limite all'espansione cartaginese in Spagna, fissato con il trattato del 228 a.C.
Sotto Ottaviano Augusto, nel 27 a.C. le due province furono abolite e i territori spagnoli furono suddivisi nelle tre nuove province di Lusitania (Lusitania), Betica (Hispania Baetica) e Tarraconense (Hispania Tarraconensis). Capitali delle tre province erano, rispettivamente, Emerita Augusta, Corduba e Tarraco.
Agli inizi del III secolo l'imperatore Caracalla fece una nuova divisione che però durò poco tempo. Separò l'Hispania Citerior in due nuove porzioni, creando le nuove province di Provincia Hispania Nova Citerior e Asturiae-Calleciae. Nel 238 fu ristabilita la provincia Hispania Tarraconensis.
Nell'epoca degli imperatori-soldati, nel corso del terzo secolo d.C., la Hispania Nova, la parte nordoccidentale della Spagna, fu distaccata dalla Hispania Tarraconensis, e divenne una piccola provincia. Nella tarda Antichità con la riforma di Diocleziano si formò la diocesi Hispaniae, governata da un vicario, sottoposto al prefetto del pretorio delle Gallie, con capitale Emerita Augusta, che comprendeva le cinque province iberiche peninsulari, Baetica, Gallaecia e Lusitania, queste tre sotto un governo consolare, Hispania Carthaginiensis e Hispania Tarraconensis, queste ultime due rette da un praeses, le Isole Baleari e la Mauretania Tingitana.
| EVOLUZIONE DELLE PROVINCE DELLA HISPANIA ROMANA | EVOLUZIONE DELLE PROVINCE DELLA HISPANIA ROMANA | EVOLUZIONE DELLE PROVINCE DELLA HISPANIA ROMANA | EVOLUZIONE DELLE PROVINCE DELLA HISPANIA ROMANA | EVOLUZIONE DELLE PROVINCE DELLA HISPANIA ROMANA | EVOLUZIONE DELLE PROVINCE DELLA HISPANIA ROMANA | EVOLUZIONE DELLE PROVINCE DELLA HISPANIA ROMANA | EVOLUZIONE DELLE PROVINCE DELLA HISPANIA ROMANA | EVOLUZIONE DELLE PROVINCE DELLA HISPANIA ROMANA | EVOLUZIONE DELLE PROVINCE DELLA HISPANIA ROMANA | EVOLUZIONE DELLE PROVINCE DELLA HISPANIA ROMANA |
| ----------------------------------------------- | ----------------------------------------------- | ----------------------------------------------- | ----------------------------------------------- | ----------------------------------------------- | ----------------------------------------------- | ----------------------------------------------- | ----------------------------------------------- | ----------------------------------------------- | ----------------------------------------------- | ----------------------------------------------- |
| prima della conquista romana                    | Asturi e Cantabri                               | Asturi e Cantabri                               | Celtiberi, Carpetani e Vaccei                   | Celtiberi, Carpetani e Vaccei                   | Cartaginesi (Iberi e Turdetani)                 | Cartaginesi (Iberi e Turdetani)                 | Turduli e Celtici                               | Turduli e Celtici                               | Lusitani, Vettoni e Calleci                     | Lusitani, Vettoni e Calleci                     |
| dal 206 a.C.                                    | Asturi e Cantabri                               | Asturi e Cantabri                               | Celtiberi, Carpetani e Vaccei                   | Celtiberi, Carpetani e Vaccei                   | Repubblica romana (Hispania)                    | Repubblica romana (Hispania)                    | Turduli e Celtici                               | Turduli e Celtici                               | Lusitani, Vettoni e Calleci                     | Lusitani, Vettoni e Calleci                     |
| dal 197 a.C.                                    | Asturi e Cantabri                               | Asturi e Cantabri                               | Celtiberi, Carpetani e Vaccei                   | Celtiberi, Carpetani e Vaccei                   | Hispania Citerior                               | Hispania Ulterior                               | Turduli e Celtici                               | Turduli e Celtici                               | Lusitani, Vettoni e Calleci                     | Lusitani, Vettoni e Calleci                     |
| dal 133 a.C.                                    | Asturi e Cantabri                               | Asturi e Cantabri                               | Hispania Citerior                               | Hispania Citerior                               | Hispania Citerior                               | Hispania Ulterior                               | Hispania Ulterior                               | Hispania Ulterior                               | Hispania Ulterior                               | Hispania Ulterior                               |
| dal 19 a.C.                                     | Hispania Tarraconensis                          | Hispania Tarraconensis                          | Hispania Tarraconensis                          | Hispania Tarraconensis                          | Hispania Tarraconensis                          | Hispania Baetica                                | Hispania Baetica                                | Hispania Lusitania                              | Hispania Lusitania                              | Hispania Lusitania                              |
| dal 212 d.C.                                    | Asturiae-Calleciae                              | Asturiae-Calleciae                              | Hispania Nova Citerior                          | Hispania Nova Citerior                          | Hispania Nova Citerior                          | Hispania Baetica                                | Hispania Baetica                                | Hispania Lusitania                              | Hispania Lusitania                              | Hispania Lusitania                              |
| dal 238 d.C.                                    | Hispania Tarraconensis                          | Hispania Tarraconensis                          | Hispania Tarraconensis                          | Hispania Tarraconensis                          | Hispania Tarraconensis                          | Hispania Baetica                                | Hispania Baetica                                | Hispania Lusitania                              | Hispania Lusitania                              | Hispania Lusitania                              |
| dal 293 d.C.                                    | Asturiae-Calleciae                              | Asturiae-Calleciae                              | Hispania Tarraconensis                          | Hispania Tarraconensis                          | Hispania Carthaginensis                         | Hispania Baetica                                | Hispania Baetica                                | Hispania Lusitania                              | Hispania Lusitania                              | Hispania Lusitania                              |

## Lista di governatori
| Lista dei Governatori romani delle Hispania | Lista dei Governatori romani delle Hispania                                             | Lista dei Governatori romani delle Hispania                                             | Lista dei Governatori romani delle Hispania                                             | Lista dei Governatori romani delle Hispania                                             | Lista dei Governatori romani delle Hispania                                             | Lista dei Governatori romani delle Hispania                                             |
| ------------------------------------------- | --------------------------------------------------------------------------------------- | --------------------------------------------------------------------------------------- | --------------------------------------------------------------------------------------- | --------------------------------------------------------------------------------------- | --------------------------------------------------------------------------------------- | --------------------------------------------------------------------------------------- |
| Anno                                        | Spagna romana                                                                           | Spagna romana                                                                           | Spagna romana                                                                           | Spagna romana                                                                           | Spagna romana                                                                           | Spagna romana                                                                           |
| 217 - 216 a.C.                              | Proconsole: Publio Cornelio Scipione                                                    | Proconsole: Publio Cornelio Scipione                                                    | Proconsole: Publio Cornelio Scipione                                                    | Proconsole: Publio Cornelio Scipione                                                    | Proconsole: Publio Cornelio Scipione                                                    | Proconsole: Publio Cornelio Scipione                                                    |
| 216 - 215                                   | Proconsole: Publio Cornelio Scipione                                                    | Proconsole: Publio Cornelio Scipione                                                    | Proconsole: Publio Cornelio Scipione                                                    | Proconsole: Publio Cornelio Scipione                                                    | Proconsole: Publio Cornelio Scipione                                                    | Proconsole: Publio Cornelio Scipione                                                    |
| 215 - 214                                   | Proconsole: Publio Cornelio Scipione                                                    | Proconsole: Publio Cornelio Scipione                                                    | Proconsole: Publio Cornelio Scipione                                                    | Proconsole: Publio Cornelio Scipione                                                    | Proconsole: Publio Cornelio Scipione                                                    | Proconsole: Publio Cornelio Scipione                                                    |
| 214 - 213                                   | Proconsole: Publio Cornelio Scipione                                                    | Proconsole: Publio Cornelio Scipione                                                    | Proconsole: Publio Cornelio Scipione                                                    | Proconsole: Publio Cornelio Scipione                                                    | Proconsole: Publio Cornelio Scipione                                                    | Proconsole: Publio Cornelio Scipione                                                    |
| 213 - 212                                   | Proconsole: Publio Cornelio Scipione                                                    | Proconsole: Publio Cornelio Scipione                                                    | Proconsole: Publio Cornelio Scipione                                                    | Proconsole: Publio Cornelio Scipione                                                    | Proconsole: Publio Cornelio Scipione                                                    | Proconsole: Publio Cornelio Scipione                                                    |
| 212 - 211                                   | Proconsole: Publio Cornelio Scipione† poi Gaio Claudio Nerone                           | Proconsole: Publio Cornelio Scipione† poi Gaio Claudio Nerone                           | Proconsole: Publio Cornelio Scipione† poi Gaio Claudio Nerone                           | Proconsole: Publio Cornelio Scipione† poi Gaio Claudio Nerone                           | Proconsole: Publio Cornelio Scipione† poi Gaio Claudio Nerone                           | Proconsole: Publio Cornelio Scipione† poi Gaio Claudio Nerone                           |
| 211 - 210                                   | Proconsole: Gaio Claudio Nerone Generale in Hispania: Publio Cornelio Scipione Africano | Proconsole: Gaio Claudio Nerone Generale in Hispania: Publio Cornelio Scipione Africano | Proconsole: Gaio Claudio Nerone Generale in Hispania: Publio Cornelio Scipione Africano | Proconsole: Gaio Claudio Nerone Generale in Hispania: Publio Cornelio Scipione Africano | Proconsole: Gaio Claudio Nerone Generale in Hispania: Publio Cornelio Scipione Africano | Proconsole: Gaio Claudio Nerone Generale in Hispania: Publio Cornelio Scipione Africano |
| 210 - 209                                   | Proconsole: Publio Cornelio Scipione Africano                                           | Proconsole: Publio Cornelio Scipione Africano                                           | Proconsole: Publio Cornelio Scipione Africano                                           | Proconsole: Publio Cornelio Scipione Africano                                           | Proconsole: Publio Cornelio Scipione Africano                                           | Proconsole: Publio Cornelio Scipione Africano                                           |
| 209 - 208                                   | Proconsole: Publio Cornelio Scipione Africano                                           | Proconsole: Publio Cornelio Scipione Africano                                           | Proconsole: Publio Cornelio Scipione Africano                                           | Proconsole: Publio Cornelio Scipione Africano                                           | Proconsole: Publio Cornelio Scipione Africano                                           | Proconsole: Publio Cornelio Scipione Africano                                           |
| 208 - 207                                   | Proconsole: Publio Cornelio Scipione Africano                                           | Proconsole: Publio Cornelio Scipione Africano                                           | Proconsole: Publio Cornelio Scipione Africano                                           | Proconsole: Publio Cornelio Scipione Africano                                           | Proconsole: Publio Cornelio Scipione Africano                                           | Proconsole: Publio Cornelio Scipione Africano                                           |
| 207 - 206                                   | Proconsole: Publio Cornelio Scipione Africano                                           | Proconsole: Publio Cornelio Scipione Africano                                           | Proconsole: Publio Cornelio Scipione Africano                                           | Proconsole: Publio Cornelio Scipione Africano                                           | Proconsole: Publio Cornelio Scipione Africano                                           | Proconsole: Publio Cornelio Scipione Africano                                           |
| 206 - 205                                   | Proconsole: Lucio Cornelio Lentulo e Lucio Manlio Acidino                               | Proconsole: Lucio Cornelio Lentulo e Lucio Manlio Acidino                               | Proconsole: Lucio Cornelio Lentulo e Lucio Manlio Acidino                               | Proconsole: Lucio Cornelio Lentulo e Lucio Manlio Acidino                               | Proconsole: Lucio Cornelio Lentulo e Lucio Manlio Acidino                               | Proconsole: Lucio Cornelio Lentulo e Lucio Manlio Acidino                               |
| 205 - 204                                   | Proconsole: Lucio Cornelio Lentulo e Lucio Manlio Acidino                               | Proconsole: Lucio Cornelio Lentulo e Lucio Manlio Acidino                               | Proconsole: Lucio Cornelio Lentulo e Lucio Manlio Acidino                               | Proconsole: Lucio Cornelio Lentulo e Lucio Manlio Acidino                               | Proconsole: Lucio Cornelio Lentulo e Lucio Manlio Acidino                               | Proconsole: Lucio Cornelio Lentulo e Lucio Manlio Acidino                               |
| 204 - 203                                   | Proconsole: Lucio Cornelio Lentulo e Lucio Manlio Acidino                               | Proconsole: Lucio Cornelio Lentulo e Lucio Manlio Acidino                               | Proconsole: Lucio Cornelio Lentulo e Lucio Manlio Acidino                               | Proconsole: Lucio Cornelio Lentulo e Lucio Manlio Acidino                               | Proconsole: Lucio Cornelio Lentulo e Lucio Manlio Acidino                               | Proconsole: Lucio Cornelio Lentulo e Lucio Manlio Acidino                               |
| 203 - 202                                   | Proconsole: Lucio Cornelio Lentulo e Lucio Manlio Acidino                               | Proconsole: Lucio Cornelio Lentulo e Lucio Manlio Acidino                               | Proconsole: Lucio Cornelio Lentulo e Lucio Manlio Acidino                               | Proconsole: Lucio Cornelio Lentulo e Lucio Manlio Acidino                               | Proconsole: Lucio Cornelio Lentulo e Lucio Manlio Acidino                               | Proconsole: Lucio Cornelio Lentulo e Lucio Manlio Acidino                               |
| 202 - 201                                   | Proconsole: Lucio Cornelio Lentulo e Lucio Manlio Acidino                               | Proconsole: Lucio Cornelio Lentulo e Lucio Manlio Acidino                               | Proconsole: Lucio Cornelio Lentulo e Lucio Manlio Acidino                               | Proconsole: Lucio Cornelio Lentulo e Lucio Manlio Acidino                               | Proconsole: Lucio Cornelio Lentulo e Lucio Manlio Acidino                               | Proconsole: Lucio Cornelio Lentulo e Lucio Manlio Acidino                               |
| 201 - 200                                   | Proconsole: Lucio Cornelio Lentulo e Lucio Manlio Acidino                               | Proconsole: Lucio Cornelio Lentulo e Lucio Manlio Acidino                               | Proconsole: Lucio Cornelio Lentulo e Lucio Manlio Acidino                               | Proconsole: Lucio Cornelio Lentulo e Lucio Manlio Acidino                               | Proconsole: Lucio Cornelio Lentulo e Lucio Manlio Acidino                               | Proconsole: Lucio Cornelio Lentulo e Lucio Manlio Acidino                               |
| 200 - 199                                   | Proconsole: Gaio Cornelio Cetego                                                        | Proconsole: Gaio Cornelio Cetego                                                        | Proconsole: Gaio Cornelio Cetego                                                        | Proconsole: Gaio Cornelio Cetego                                                        | Proconsole: Gaio Cornelio Cetego                                                        | Proconsole: Gaio Cornelio Cetego                                                        |
| 199 - 198                                   | Proconsole: Gaio Cornelio Cetego                                                        | Proconsole: Gaio Cornelio Cetego                                                        | Proconsole: Gaio Cornelio Cetego                                                        | Proconsole: Gaio Cornelio Cetego                                                        | Proconsole: Gaio Cornelio Cetego                                                        | Proconsole: Gaio Cornelio Cetego                                                        |
| 198 - 197                                   | Proconsole: Gaio Cornelio Cetego                                                        | Proconsole: Gaio Cornelio Cetego                                                        | Proconsole: Gaio Cornelio Cetego                                                        | Proconsole: Gaio Cornelio Cetego                                                        | Proconsole: Gaio Cornelio Cetego                                                        | Proconsole: Gaio Cornelio Cetego                                                        |
| Anno                                        | Hispania Citerior                                                                       | Hispania Citerior                                                                       | Hispania Citerior                                                                       | Hispania Ulterior                                                                       | Hispania Ulterior                                                                       | Hispania Ulterior                                                                       |
| 197 - 196                                   | Praetor: Gaio Sempronio Tuditano†                                                       | Praetor: Gaio Sempronio Tuditano†                                                       | Praetor: Gaio Sempronio Tuditano†                                                       | Praetor: Marco Elvio (Praetore unico)                                                   | Praetor: Marco Elvio (Praetore unico)                                                   | Praetor: Marco Elvio (Praetore unico)                                                   |
| 196 - 195                                   | Praetor: Quinto Minucio Termo                                                           | Praetor: Quinto Minucio Termo                                                           | Praetor: Quinto Minucio Termo                                                           | Praetor: Quinto Fabio Buteone                                                           | Praetor: Quinto Fabio Buteone                                                           | Praetor: Quinto Fabio Buteone                                                           |
| 195 - 194                                   | Praetor: Publio Manlio Console Giunior: Marco Porcio Catone                             | Praetor: Publio Manlio Console Giunior: Marco Porcio Catone                             | Praetor: Publio Manlio Console Giunior: Marco Porcio Catone                             | Praetor: Appio Claudio Nerone                                                           | Praetor: Appio Claudio Nerone                                                           | Praetor: Appio Claudio Nerone                                                           |
| 194 - 193                                   | Praetor: Sesto Digitio                                                                  | Praetor: Sesto Digitio                                                                  | Praetor: Sesto Digitio                                                                  | Praetor: Publio Cornelio Scipione Nasica                                                | Praetor: Publio Cornelio Scipione Nasica                                                | Praetor: Publio Cornelio Scipione Nasica                                                |
| 193 - 192                                   | Praetor: Gaio Flaminio                                                                  | Praetor: Gaio Flaminio                                                                  | Praetor: Gaio Flaminio                                                                  | Praetor: Marco Fulvio Nobiliore                                                         | Praetor: Marco Fulvio Nobiliore                                                         | Praetor: Marco Fulvio Nobiliore                                                         |
| 192 - 191                                   | Praetor: Gaio Flaminio                                                                  | Praetor: Gaio Flaminio                                                                  | Praetor: Gaio Flaminio                                                                  | Proconsole: Marco Fulvio Nobiliore                                                      | Proconsole: Marco Fulvio Nobiliore                                                      | Proconsole: Marco Fulvio Nobiliore                                                      |
| 191 - 190                                   | Praetor: Gaio Flaminio                                                                  | Praetor: Gaio Flaminio                                                                  | Praetor: Gaio Flaminio                                                                  | Praetor: Lucio Emilio Paolo Macedonico                                                  | Praetor: Lucio Emilio Paolo Macedonico                                                  | Praetor: Lucio Emilio Paolo Macedonico                                                  |
| 190 - 189                                   | Praetor: Gaio Flaminio                                                                  | Praetor: Gaio Flaminio                                                                  | Praetor: Gaio Flaminio                                                                  | Praetor: Lucio Emilio Paolo Macedonico                                                  | Praetor: Lucio Emilio Paolo Macedonico                                                  | Praetor: Lucio Emilio Paolo Macedonico                                                  |
| 189 - 188                                   | Praetor: Gaio Flaminio                                                                  | Praetor: Gaio Flaminio                                                                  | Praetor: Gaio Flaminio                                                                  | Praetor: Lucio Emilio Paolo Macedonico                                                  | Praetor: Lucio Emilio Paolo Macedonico                                                  | Praetor: Lucio Emilio Paolo Macedonico                                                  |
| 188 - 187                                   | Praetor: Lucio Manlio Acidino                                                           | Praetor: Lucio Manlio Acidino                                                           | Praetor: Lucio Manlio Acidino                                                           | Praetor: Gaio Atinio                                                                    | Praetor: Gaio Atinio                                                                    | Praetor: Gaio Atinio                                                                    |
| 187 - 186                                   | Praetor: Lucio Manlio Acidino                                                           | Praetor: Lucio Manlio Acidino                                                           | Praetor: Lucio Manlio Acidino                                                           | Praetor: Gaio Atinio                                                                    | Praetor: Gaio Atinio                                                                    | Praetor: Gaio Atinio                                                                    |
| 186 - 185                                   | Praetor: Lucio Quinto Crispino                                                          | Praetor: Lucio Quinto Crispino                                                          | Praetor: Lucio Quinto Crispino                                                          | Praetor: Gaio Calpurnio Pisone                                                          | Praetor: Gaio Calpurnio Pisone                                                          | Praetor: Gaio Calpurnio Pisone                                                          |
| 185 - 184                                   | Praetor: Lucio Quinto Crispino                                                          | Praetor: Lucio Quinto Crispino                                                          | Praetor: Lucio Quinto Crispino                                                          | Praetor: Gaio Calpurnio Pisone                                                          | Praetor: Gaio Calpurnio Pisone                                                          | Praetor: Gaio Calpurnio Pisone                                                          |
| 184 - 183                                   | Praetor: Aulo Terenzio Varrone                                                          | Praetor: Aulo Terenzio Varrone                                                          | Praetor: Aulo Terenzio Varrone                                                          | Praetor: Publio Sempronio Longo                                                         | Praetor: Publio Sempronio Longo                                                         | Praetor: Publio Sempronio Longo                                                         |
| 183 - 182                                   | Praetor: Aulo Terenzio Varrone                                                          | Praetor: Aulo Terenzio Varrone                                                          | Praetor: Aulo Terenzio Varrone                                                          | Praetor: Publio Sempronio Longo                                                         | Praetor: Publio Sempronio Longo                                                         | Praetor: Publio Sempronio Longo                                                         |
| 182 - 181                                   | Praetor: Quinto Fulvio Flacco                                                           | Praetor: Quinto Fulvio Flacco                                                           | Praetor: Quinto Fulvio Flacco                                                           | Praetor: Publio Manlio                                                                  | Praetor: Publio Manlio                                                                  | Praetor: Publio Manlio                                                                  |
| 181 - 180                                   | Praetor: Quinto Fulvio Flacco                                                           | Praetor: Quinto Fulvio Flacco                                                           | Praetor: Quinto Fulvio Flacco                                                           | Praetor: Publio Manlio                                                                  | Praetor: Publio Manlio                                                                  | Praetor: Publio Manlio                                                                  |
| 180 - 179                                   | Praetor: Tiberio Sempronio Gracco                                                       | Praetor: Tiberio Sempronio Gracco                                                       | Praetor: Tiberio Sempronio Gracco                                                       | Praetor: Lucio Postumo Albino                                                           | Praetor: Lucio Postumo Albino                                                           | Praetor: Lucio Postumo Albino                                                           |
| 179 - 178                                   | Praetor: Tiberio Sempronio Gracco                                                       | Praetor: Tiberio Sempronio Gracco                                                       | Praetor: Tiberio Sempronio Gracco                                                       | Praetor: Lucio Postumo Albino                                                           | Praetor: Lucio Postumo Albino                                                           | Praetor: Lucio Postumo Albino                                                           |
| 178 - 177                                   | Praetor: Marco Titinio Curvo                                                            | Praetor: Marco Titinio Curvo                                                            | Praetor: Marco Titinio Curvo                                                            | Praetor: sconosciuto                                                                    | Praetor: sconosciuto                                                                    | Praetor: sconosciuto                                                                    |
| 177 - 176                                   | Praetor: Marco Titinio Curvo                                                            | Praetor: Marco Titinio Curvo                                                            | Praetor: Marco Titinio Curvo                                                            | Praetor: sconosciuto                                                                    | Praetor: sconosciuto                                                                    | Praetor: sconosciuto                                                                    |
| 176 - 175                                   | Praetor: Publio Furio Filone                                                            | Praetor: Publio Furio Filone                                                            | Praetor: Publio Furio Filone                                                            | Praetor: sconosciuto                                                                    | Praetor: sconosciuto                                                                    | Praetor: sconosciuto                                                                    |
| 175 - 174                                   | Praetor: Publio Furio Filone                                                            | Praetor: Publio Furio Filone                                                            | Praetor: Publio Furio Filone                                                            | Praetor: sconosciuto                                                                    | Praetor: sconosciuto                                                                    | Praetor: sconosciuto                                                                    |
| 174 - 173                                   | Praetor: Publio Furio Filone                                                            | Praetor: Publio Furio Filone                                                            | Praetor: Publio Furio Filone                                                            | Praetor: sconosciuto                                                                    | Praetor: sconosciuto                                                                    | Praetor: sconosciuto                                                                    |
| 173 - 172                                   | Praetor: sconosciuto                                                                    | Praetor: sconosciuto                                                                    | Praetor: sconosciuto                                                                    | Praetor: Lucio Mancino                                                                  | Praetor: Lucio Mancino                                                                  | Praetor: Lucio Mancino                                                                  |
| 172 - 171                                   | Praetor: sconosciuto                                                                    | Praetor: sconosciuto                                                                    | Praetor: sconosciuto                                                                    | Praetor: sconosciuto                                                                    | Praetor: sconosciuto                                                                    | Praetor: sconosciuto                                                                    |
| Anno                                        | Riunificazione temporanea della Hispania dal 171 al 168 a.C.                            | Riunificazione temporanea della Hispania dal 171 al 168 a.C.                            | Riunificazione temporanea della Hispania dal 171 al 168 a.C.                            | Riunificazione temporanea della Hispania dal 171 al 168 a.C.                            | Riunificazione temporanea della Hispania dal 171 al 168 a.C.                            | Riunificazione temporanea della Hispania dal 171 al 168 a.C.                            |
| 171 - 170                                   | Praetor unico: sconosciuto                                                              | Praetor unico: sconosciuto                                                              | Praetor unico: sconosciuto                                                              | Praetor unico: sconosciuto                                                              | Praetor unico: sconosciuto                                                              | Praetor unico: sconosciuto                                                              |
| 170 - 169                                   | Praetor unico: sconosciuto                                                              | Praetor unico: sconosciuto                                                              | Praetor unico: sconosciuto                                                              | Praetor unico: sconosciuto                                                              | Praetor unico: sconosciuto                                                              | Praetor unico: sconosciuto                                                              |
| 169 - 168                                   | Praetor unico: Marco Claudio Marcello                                                   | Praetor unico: Marco Claudio Marcello                                                   | Praetor unico: Marco Claudio Marcello                                                   | Praetor unico: Marco Claudio Marcello                                                   | Praetor unico: Marco Claudio Marcello                                                   | Praetor unico: Marco Claudio Marcello                                                   |
| 168 - 167                                   | Praetor unico: Marco Claudio Marcello                                                   | Praetor unico: Marco Claudio Marcello                                                   | Praetor unico: Marco Claudio Marcello                                                   | Praetor unico: Marco Claudio Marcello                                                   | Praetor unico: Marco Claudio Marcello                                                   | Praetor unico: Marco Claudio Marcello                                                   |
| Anno                                        | Hispania Citerior                                                                       | Hispania Citerior                                                                       | Hispania Citerior                                                                       | Hispania Ulterior                                                                       | Hispania Ulterior                                                                       | Hispania Ulterior                                                                       |
| 167 - 166                                   | Praetor unico: sconosciuto                                                              | Praetor unico: sconosciuto                                                              | Praetor unico: sconosciuto                                                              | Praetor unico: sconosciuto                                                              | Praetor unico: sconosciuto                                                              | Praetor unico: sconosciuto                                                              |
| 166 - 165                                   | Praetor unico: sconosciuto                                                              | Praetor unico: sconosciuto                                                              | Praetor unico: sconosciuto                                                              | Praetor unico: sconosciuto                                                              | Praetor unico: sconosciuto                                                              | Praetor unico: sconosciuto                                                              |
| 155 - 154                                   | Console Quinto Opimio                                                                   | Console Quinto Opimio                                                                   | Console Quinto Opimio                                                                   | Praetor: Marco Manlio                                                                   | Praetor: Marco Manlio                                                                   | Praetor: Marco Manlio                                                                   |
| 154 - 153                                   | Praetor unico: sconosciuto                                                              | Praetor unico: sconosciuto                                                              | Praetor unico: sconosciuto                                                              | Praetor: Calpurnio Pisone                                                               | Praetor: Calpurnio Pisone                                                               | Praetor: Calpurnio Pisone                                                               |
| 153 - 152                                   | Console Senior: Quinto Fulvio Nobiliore                                                 | Console Senior: Quinto Fulvio Nobiliore                                                 | Console Senior: Quinto Fulvio Nobiliore                                                 | Praetor: Gneo Lucio Mummio                                                              | Praetor: Gneo Lucio Mummio                                                              | Praetor: Gneo Lucio Mummio                                                              |
| 152 - 151                                   | Console Senior: Marco Claudio Marcello                                                  | Console Senior: Marco Claudio Marcello                                                  | Console Senior: Marco Claudio Marcello                                                  | Praetor: Marco Attilio Serrano                                                          | Praetor: Marco Attilio Serrano                                                          | Praetor: Marco Attilio Serrano                                                          |
| 151 - 150                                   | Console Senior: Lucio Licinio Lucullo                                                   | Console Senior: Lucio Licinio Lucullo                                                   | Console Senior: Lucio Licinio Lucullo                                                   | Praetor: Servio Sulpicio Galba                                                          | Praetor: Servio Sulpicio Galba                                                          | Praetor: Servio Sulpicio Galba                                                          |
| 150 - 149                                   | Proconsole: Lucio Licinio Lúculo                                                        | Proconsole: Lucio Licinio Lúculo                                                        | Proconsole: Lucio Licinio Lúculo                                                        | Propraetor: Servio Sulpicio Galba                                                       | Propraetor: Servio Sulpicio Galba                                                       | Propraetor: Servio Sulpicio Galba                                                       |
| 149 - 148                                   | Praetor: Praetor sconosciuto                                                            | Praetor: Praetor sconosciuto                                                            | Praetor: Praetor sconosciuto                                                            | Praetor: Gaio Vetilio                                                                   | Praetor: Gaio Vetilio                                                                   | Praetor: Gaio Vetilio                                                                   |
| 148 - 147                                   | Praetor: Praetor sconosciuto                                                            | Praetor: Praetor sconosciuto                                                            | Praetor: Praetor sconosciuto                                                            | Praetor: Gaio Vetilio                                                                   | Praetor: Gaio Vetilio                                                                   | Praetor: Gaio Vetilio                                                                   |
| 147 - 146                                   | Praetor: Praetor sconosciuto                                                            | Praetor: Praetor sconosciuto                                                            | Praetor: Praetor sconosciuto                                                            | Praetor: Gaio Plauzio                                                                   | Praetor: Gaio Plauzio                                                                   | Praetor: Gaio Plauzio                                                                   |
| 146 - 145                                   | Console Senior: ?                                                                       | Console Senior: ?                                                                       | Console Senior: ?                                                                       | Praetor: Gaio Plauzio                                                                   | Praetor: Gaio Plauzio                                                                   | Praetor: Gaio Plauzio                                                                   |
| 145 - 144                                   | Console unico d'Hispania: Quinto Fabio Massimo Emiliano                                 | Console unico d'Hispania: Quinto Fabio Massimo Emiliano                                 | Console unico d'Hispania: Quinto Fabio Massimo Emiliano                                 | Console unico d'Hispania: Quinto Fabio Massimo Emiliano                                 | Console unico d'Hispania: Quinto Fabio Massimo Emiliano                                 | Console unico d'Hispania: Quinto Fabio Massimo Emiliano                                 |
| 144 - 143                                   | Console unico d'Hispania: Quinto Fabio Massimo Emiliano                                 | Console unico d'Hispania: Quinto Fabio Massimo Emiliano                                 | Console unico d'Hispania: Quinto Fabio Massimo Emiliano                                 | Console unico d'Hispania: Quinto Fabio Massimo Emiliano                                 | Console unico d'Hispania: Quinto Fabio Massimo Emiliano                                 | Console unico d'Hispania: Quinto Fabio Massimo Emiliano                                 |
| Anno                                        | Hispania Citerior                                                                       | Hispania Citerior                                                                       | Hispania Citerior                                                                       | Hispania Ulterior                                                                       | Hispania Ulterior                                                                       | Hispania Ulterior                                                                       |
| 143 - 142                                   | Console Iunior: Quinto Cecilio Metello Macedonico                                       | Console Iunior: Quinto Cecilio Metello Macedonico                                       | Console Iunior: Quinto Cecilio Metello Macedonico                                       | Console Iunior: Quinto Fabio Massimo Serviliano                                         | Console Iunior: Quinto Fabio Massimo Serviliano                                         | Console Iunior: Quinto Fabio Massimo Serviliano                                         |
| 142 - 141                                   | Proconsole: Quinto Cecilio Metello Macedonico                                           | Proconsole: Quinto Cecilio Metello Macedonico                                           | Proconsole: Quinto Cecilio Metello Macedonico                                           | Proconsole: Quinto Fabio Massimo Serviliano                                             | Proconsole: Quinto Fabio Massimo Serviliano                                             | Proconsole: Quinto Fabio Massimo Serviliano                                             |
| 141 - 140                                   | Console: Quinto Pompeo Aulo                                                             | Console: Quinto Pompeo Aulo                                                             | Console: Quinto Pompeo Aulo                                                             | Proconsole: Quinto Fabio Massimo Serviliano                                             | Proconsole: Quinto Fabio Massimo Serviliano                                             | Proconsole: Quinto Fabio Massimo Serviliano                                             |
| 140 - 139                                   | Console: Marco Popilio Lenate                                                           | Console: Marco Popilio Lenate                                                           | Console: Marco Popilio Lenate                                                           | Console: Quinto Servilio Cepione                                                        | Console: Quinto Servilio Cepione                                                        | Console: Quinto Servilio Cepione                                                        |
| 139 - 138                                   | Console: Gaio Ostilio Mancino                                                           | Console: Gaio Ostilio Mancino                                                           | Console: Gaio Ostilio Mancino                                                           | Proconsole: Quinto Servilio Cepione                                                     | Proconsole: Quinto Servilio Cepione                                                     | Proconsole: Quinto Servilio Cepione                                                     |
| 138 - 137                                   | Console: Publio Cornelio Scipione Nasica Serapione                                      | Console: Publio Cornelio Scipione Nasica Serapione                                      | Console: Publio Cornelio Scipione Nasica Serapione                                      | Praetor: Decimo Giunio Bruto Callaico                                                   | Praetor: Decimo Giunio Bruto Callaico                                                   | Praetor: Decimo Giunio Bruto Callaico                                                   |
| 137 - 136                                   | Console: Marco Emilio Lepido Porcina                                                    | Console: Marco Emilio Lepido Porcina                                                    | Console: Marco Emilio Lepido Porcina                                                    | Praetor: Decimo Giunio Bruto Callaico                                                   | Praetor: Decimo Giunio Bruto Callaico                                                   | Praetor: Decimo Giunio Bruto Callaico                                                   |
| 136 - 135                                   | Console: Lucio Furio Filo                                                               | Console: Lucio Furio Filo                                                               | Console: Lucio Furio Filo                                                               | Praetor: Decimo Giunio Bruto Callaico                                                   | Praetor: Decimo Giunio Bruto Callaico                                                   | Praetor: Decimo Giunio Bruto Callaico                                                   |
| 135 - 134                                   | Console: Quinto Calpurnio Pisone                                                        | Console: Quinto Calpurnio Pisone                                                        | Console: Quinto Calpurnio Pisone                                                        | Praetor: Praetor sconosciuto                                                            | Praetor: Praetor sconosciuto                                                            | Praetor: Praetor sconosciuto                                                            |
| 134 - 133                                   | Console unico d'Hispania: Publio Cornelio Scipione Emiliano                             | Console unico d'Hispania: Publio Cornelio Scipione Emiliano                             | Console unico d'Hispania: Publio Cornelio Scipione Emiliano                             | Console unico d'Hispania: Publio Cornelio Scipione Emiliano                             | Console unico d'Hispania: Publio Cornelio Scipione Emiliano                             | Console unico d'Hispania: Publio Cornelio Scipione Emiliano                             |
| 133 - 132                                   | Console unico d'Hispania: Publio Cornelio Scipione Emiliano                             | Console unico d'Hispania: Publio Cornelio Scipione Emiliano                             | Console unico d'Hispania: Publio Cornelio Scipione Emiliano                             | Console unico d'Hispania: Publio Cornelio Scipione Emiliano                             | Console unico d'Hispania: Publio Cornelio Scipione Emiliano                             | Console unico d'Hispania: Publio Cornelio Scipione Emiliano                             |
| Anno                                        | Hispania Citerior                                                                       | Hispania Citerior                                                                       | Hispania Citerior                                                                       | Hispania Ulterior                                                                       | Hispania Ulterior                                                                       | Hispania Ulterior                                                                       |
| 133 - 125                                   | Praetor: Sconosciuto                                                                    | Praetor: Sconosciuto                                                                    | Praetor: Sconosciuto                                                                    | Praetor: Sconosciuto                                                                    | Praetor: Sconosciuto                                                                    | Praetor: Sconosciuto                                                                    |
| 124 - 123                                   | Praetor: Sconosciuto                                                                    | Praetor: Sconosciuto                                                                    | Praetor: Sconosciuto                                                                    | Praetor: Gaio Fabio Massimo                                                             | Praetor: Gaio Fabio Massimo                                                             | Praetor: Gaio Fabio Massimo                                                             |
| 123 - 122                                   | Console unico in Hispania: Quinto Cecilio Metello Balearico                             | Console unico in Hispania: Quinto Cecilio Metello Balearico                             | Console unico in Hispania: Quinto Cecilio Metello Balearico                             | Console unico in Hispania: Quinto Cecilio Metello Balearico                             | Console unico in Hispania: Quinto Cecilio Metello Balearico                             | Console unico in Hispania: Quinto Cecilio Metello Balearico                             |
| 122 - 121                                   | Console unico in Hispania: Quinto Cecilio Metello Balearico                             | Console unico in Hispania: Quinto Cecilio Metello Balearico                             | Console unico in Hispania: Quinto Cecilio Metello Balearico                             | Console unico in Hispania: Quinto Cecilio Metello Balearico                             | Console unico in Hispania: Quinto Cecilio Metello Balearico                             | Console unico in Hispania: Quinto Cecilio Metello Balearico                             |
| Anno                                        | Hispania Citerior                                                                       | Hispania Citerior                                                                       | Hispania Citerior                                                                       | Hispania Ulterior                                                                       | Hispania Ulterior                                                                       | Hispania Ulterior                                                                       |
| 121 - 118                                   | Praetor: Praetor sconosciuto                                                            | Praetor: Praetor sconosciuto                                                            | Praetor: Praetor sconosciuto                                                            | Praetor: Praetor sconosciuto                                                            | Praetor: Praetor sconosciuto                                                            | Praetor: Praetor sconosciuto                                                            |
| 118 - 117                                   | Praetor: Marco Sergio                                                                   | Praetor: Marco Sergio                                                                   | Praetor: Marco Sergio                                                                   | Praetor: Praetor sconosciuto                                                            | Praetor: Praetor sconosciuto                                                            | Praetor: Praetor sconosciuto                                                            |
| 117 - 116                                   | Praetor: Marco Sergio                                                                   | Praetor: Marco Sergio                                                                   | Praetor: Marco Sergio                                                                   | Praetor: Praetor sconosciuto                                                            | Praetor: Praetor sconosciuto                                                            | Praetor: Praetor sconosciuto                                                            |
| 116 - 115                                   | Praetor: Marco Sergio                                                                   | Praetor: Marco Sergio                                                                   | Praetor: Marco Sergio                                                                   | Praetor: Praetor sconosciuto                                                            | Praetor: Praetor sconosciuto                                                            | Praetor: Praetor sconosciuto                                                            |
| 115 - 114                                   | Praetor: Marco Sergio                                                                   | Praetor: Marco Sergio                                                                   | Praetor: Marco Sergio                                                                   | Praetor: Gaio Mario                                                                     | Praetor: Gaio Mario                                                                     | Praetor: Gaio Mario                                                                     |
| 114 - 113                                   | Praetor: Marco Sesto Mario                                                              | Praetor: Marco Sesto Mario                                                              | Praetor: Marco Sesto Mario                                                              | Praetor: Gaio Mario                                                                     | Praetor: Gaio Mario                                                                     | Praetor: Gaio Mario                                                                     |
| 113 - 112                                   | Praetor: Praetor sconosciuto                                                            | Praetor: Praetor sconosciuto                                                            | Praetor: Praetor sconosciuto                                                            | Praetor: Praetor sconosciuto                                                            | Praetor: Praetor sconosciuto                                                            | Praetor: Praetor sconosciuto                                                            |
| 112 - 111                                   | Praetor: Praetor sconosciuto                                                            | Praetor: Praetor sconosciuto                                                            | Praetor: Praetor sconosciuto                                                            | Praetor: Praetor sconosciuto                                                            | Praetor: Praetor sconosciuto                                                            | Praetor: Praetor sconosciuto                                                            |
| 111 - 110                                   | Praetor: Quinto Fabio Labeone                                                           | Praetor: Quinto Fabio Labeone                                                           | Praetor: Quinto Fabio Labeone                                                           | Praetor: Praetor sconosciuto                                                            | Praetor: Praetor sconosciuto                                                            | Praetor: Praetor sconosciuto                                                            |
| 110 - 109                                   | Praetor: Gneo Cornelio Lentulo                                                          | Praetor: Gneo Cornelio Lentulo                                                          | Praetor: Gneo Cornelio Lentulo                                                          | Praetor: Quinto Calpurnio Pisone                                                        | Praetor: Quinto Calpurnio Pisone                                                        | Praetor: Quinto Calpurnio Pisone                                                        |
| 109 - 108                                   | Praetor: Praetor sconosciuto                                                            | Praetor: Praetor sconosciuto                                                            | Praetor: Praetor sconosciuto                                                            | Praetor: Quinto Servilio Cepione                                                        | Praetor: Quinto Servilio Cepione                                                        | Praetor: Quinto Servilio Cepione                                                        |
| 108 - 107                                   | Praetor: Praetor sconosciuto                                                            | Praetor: Praetor sconosciuto                                                            | Praetor: Praetor sconosciuto                                                            | Praetor: Quinto Servilio Cepione                                                        | Praetor: Quinto Servilio Cepione                                                        | Praetor: Quinto Servilio Cepione                                                        |
| 107 - 106                                   | Praetor: Praetor sconosciuto                                                            | Praetor: Praetor sconosciuto                                                            | Praetor: Praetor sconosciuto                                                            | Praetor: Quinto Servilio Cepione                                                        | Praetor: Quinto Servilio Cepione                                                        | Praetor: Quinto Servilio Cepione                                                        |
| 106 - 104                                   | Praetor: Praetor sconosciuto                                                            | Praetor: Praetor sconosciuto                                                            | Praetor: Praetor sconosciuto                                                            | Praetor: Praetor sconosciuto                                                            | Praetor: Praetor sconosciuto                                                            | Praetor: Praetor sconosciuto                                                            |
| 103 - 102                                   | Praetor: Praetor sconosciuto                                                            | Praetor: Praetor sconosciuto                                                            | Praetor: Praetor sconosciuto                                                            | Praetor: Quinto Cepione                                                                 | Praetor: Quinto Cepione                                                                 | Praetor: Quinto Cepione                                                                 |
| 102 - 101                                   | Praetor: Praetor sconosciuto                                                            | Praetor: Praetor sconosciuto                                                            | Praetor: Praetor sconosciuto                                                            | Praetor: Praetor sconosciuto                                                            | Praetor: Praetor sconosciuto                                                            | Praetor: Praetor sconosciuto                                                            |
| 100 - 99                                    | Praetor: Praetor sconosciuto                                                            | Praetor: Praetor sconosciuto                                                            | Praetor: Praetor sconosciuto                                                            | Praetor: Praetor sconosciuto                                                            | Praetor: Praetor sconosciuto                                                            | Praetor: Praetor sconosciuto                                                            |
| 99 - 98                                     | Console: Gaio Celio Caldo                                                               | Console: Gaio Celio Caldo                                                               | Console: Gaio Celio Caldo                                                               | Praetor: Decimo Giulio Silano                                                           | Praetor: Decimo Giulio Silano                                                           | Praetor: Decimo Giulio Silano                                                           |
| 98 - 97                                     | Console: Tito Didio                                                                     | Console: Tito Didio                                                                     | Console: Tito Didio                                                                     | Praetor: Decimo Giulio Silano                                                           | Praetor: Decimo Giulio Silano                                                           | Praetor: Decimo Giulio Silano                                                           |
| 97 - 96                                     | Proconsole: Tito Didio                                                                  | Proconsole: Tito Didio                                                                  | Proconsole: Tito Didio                                                                  | Praetor: Lucio Cornelio Dolabella                                                       | Praetor: Lucio Cornelio Dolabella                                                       | Praetor: Lucio Cornelio Dolabella                                                       |
| 96 - 95                                     | Proconsole: Tito Didio                                                                  | Proconsole: Tito Didio                                                                  | Proconsole: Tito Didio                                                                  | Proconsole: Publio Licinio Crasso Dive                                                  | Proconsole: Publio Licinio Crasso Dive                                                  | Proconsole: Publio Licinio Crasso Dive                                                  |
| 95 - 94                                     | Proconsole: Tito Didio                                                                  | Proconsole: Tito Didio                                                                  | Proconsole: Tito Didio                                                                  | Proconsole: Publio Licinio Crasso Dive                                                  | Proconsole: Publio Licinio Crasso Dive                                                  | Proconsole: Publio Licinio Crasso Dive                                                  |
| 94 - 93                                     | Proconsole: Tito Didio                                                                  | Proconsole: Tito Didio                                                                  | Proconsole: Tito Didio                                                                  | Proconsole: Publio Licinio Crasso Dive                                                  | Proconsole: Publio Licinio Crasso Dive                                                  | Proconsole: Publio Licinio Crasso Dive                                                  |
| 93 - 92                                     | Proconsole: Gaio Valerio Flacco                                                         | Proconsole: Gaio Valerio Flacco                                                         | Proconsole: Gaio Valerio Flacco                                                         | Proconsole: Publio Licinio Crasso Dive                                                  | Proconsole: Publio Licinio Crasso Dive                                                  | Proconsole: Publio Licinio Crasso Dive                                                  |
| 92 - 91                                     | Proconsole: Gaio Valerio Flacco                                                         | Proconsole: Gaio Valerio Flacco                                                         | Proconsole: Gaio Valerio Flacco                                                         | Praetor: Praetor sconosciuto                                                            | Praetor: Praetor sconosciuto                                                            | Praetor: Praetor sconosciuto                                                            |
| 91 - 90                                     | Proconsole: Gaio Valerio Flacco                                                         | Proconsole: Gaio Valerio Flacco                                                         | Proconsole: Gaio Valerio Flacco                                                         | Praetor: Praetor sconosciuto                                                            | Praetor: Praetor sconosciuto                                                            | Praetor: Praetor sconosciuto                                                            |
| 90 - 89                                     | Proconsole: Gaio Valerio Flacco                                                         | Proconsole: Gaio Valerio Flacco                                                         | Proconsole: Gaio Valerio Flacco                                                         | Praetor: Praetor sconosciuto                                                            | Praetor: Praetor sconosciuto                                                            | Praetor: Praetor sconosciuto                                                            |
| 89 - 88                                     | Proconsole: Gaio Valerio Flacco                                                         | Proconsole: Gaio Valerio Flacco                                                         | Proconsole: Gaio Valerio Flacco                                                         | Praetor: Praetor sconosciuto                                                            | Praetor: Praetor sconosciuto                                                            | Praetor: Praetor sconosciuto                                                            |
| 88 - 87                                     | Proconsole: Gaio Valerio Flacco                                                         | Proconsole: Gaio Valerio Flacco                                                         | Proconsole: Gaio Valerio Flacco                                                         | Praetor: Praetor sconosciuto                                                            | Praetor: Praetor sconosciuto                                                            | Praetor: Praetor sconosciuto                                                            |
| 87 - 86                                     | Proconsole: Gaio Valerio Flacco                                                         | Proconsole: Gaio Valerio Flacco                                                         | Proconsole: Gaio Valerio Flacco                                                         | Praetor: Praetor sconosciuto                                                            | Praetor: Praetor sconosciuto                                                            | Praetor: Praetor sconosciuto                                                            |
| 86 - 85                                     | Proconsole: Gaio Valerio Flacco                                                         | Proconsole: Gaio Valerio Flacco                                                         | Proconsole: Gaio Valerio Flacco                                                         | Praetor: Praetor sconosciuto                                                            | Praetor: Praetor sconosciuto                                                            | Praetor: Praetor sconosciuto                                                            |
| 85 - 84                                     | Praetor: Praetor sconosciuto                                                            | Praetor: Praetor sconosciuto                                                            | Praetor: Praetor sconosciuto                                                            | Praetor: Praetor sconosciuto                                                            | Praetor: Praetor sconosciuto                                                            | Praetor: Praetor sconosciuto                                                            |
| 84 - 83                                     | Praetor: Praetor sconosciuto                                                            | Praetor: Praetor sconosciuto                                                            | Praetor: Praetor sconosciuto                                                            | Praetor: Praetor sconosciuto                                                            | Praetor: Praetor sconosciuto                                                            | Praetor: Praetor sconosciuto                                                            |
| 83 - 82                                     | Praetor: Praetor sconosciuto                                                            | Praetor: Praetor sconosciuto                                                            | Praetor: Praetor sconosciuto                                                            | Praetor: Praetor sconosciuto                                                            | Praetor: Praetor sconosciuto                                                            | Praetor: Praetor sconosciuto                                                            |
| 82 - 81                                     | Propraetor: Quinto Sertorio                                                             | Propraetor: Quinto Sertorio                                                             | Propraetor: Quinto Sertorio                                                             | Propraetor: Quinto Sertorio                                                             | Propraetor: Quinto Sertorio                                                             | Propraetor: Quinto Sertorio                                                             |
| 81 - 80                                     | Propraetor: Quinto Sertorio                                                             | Propraetor: Quinto Sertorio                                                             | Propraetor: Quinto Sertorio                                                             | Propraetor: Quinto Sertorio                                                             | Propraetor: Quinto Sertorio                                                             | Propraetor: Quinto Sertorio                                                             |
| 80 - 79                                     | Propraetor: Aurelio Cotta                                                               | Propraetor: Aurelio Cotta                                                               | Propraetor: Aurelio Cotta                                                               | Propraetor: Lucio Fufidio                                                               | Propraetor: Lucio Fufidio                                                               | Propraetor: Lucio Fufidio                                                               |
| 79 - 78                                     | Propraetor: Marco Domizio Calvino                                                       | Propraetor: Marco Domizio Calvino                                                       | Propraetor: Marco Domizio Calvino                                                       | Proconsole: Quinto Cecilio Metello Pio                                                  | Proconsole: Quinto Cecilio Metello Pio                                                  | Proconsole: Quinto Cecilio Metello Pio                                                  |
| 78 - 77                                     | Propraetor: Quinto Calidino                                                             | Propraetor: Quinto Calidino                                                             | Propraetor: Quinto Calidino                                                             | Proconsole: Quinto Cecilio Metello Pio                                                  | Proconsole: Quinto Cecilio Metello Pio                                                  | Proconsole: Quinto Cecilio Metello Pio                                                  |
| 78 - 77                                     | Proconsole: Gneo Pompeo Magno                                                           | Proconsole: Gneo Pompeo Magno                                                           | Proconsole: Gneo Pompeo Magno                                                           | Proconsole: Quinto Cecilio Metello Pio                                                  | Proconsole: Quinto Cecilio Metello Pio                                                  | Proconsole: Quinto Cecilio Metello Pio                                                  |
| 77 - 76                                     | Proconsole: Gneo Pompeo Magno                                                           | Proconsole: Gneo Pompeo Magno                                                           | Proconsole: Gneo Pompeo Magno                                                           | Proconsole: Quinto Cecilio Metello Pio                                                  | Proconsole: Quinto Cecilio Metello Pio                                                  | Proconsole: Quinto Cecilio Metello Pio                                                  |
| 76 - 75                                     | Proconsole: Gneo Pompeo Magno                                                           | Proconsole: Gneo Pompeo Magno                                                           | Proconsole: Gneo Pompeo Magno                                                           | Proconsole: Quinto Cecilio Metello Pio                                                  | Proconsole: Quinto Cecilio Metello Pio                                                  | Proconsole: Quinto Cecilio Metello Pio                                                  |
| 75 - 74                                     | Proconsole: Gneo Pompeo Magno                                                           | Proconsole: Gneo Pompeo Magno                                                           | Proconsole: Gneo Pompeo Magno                                                           | Proconsole: Quinto Cecilio Metello Pio                                                  | Proconsole: Quinto Cecilio Metello Pio                                                  | Proconsole: Quinto Cecilio Metello Pio                                                  |
| 74 - 73                                     | Proconsole: Gneo Pompeo Magno                                                           | Proconsole: Gneo Pompeo Magno                                                           | Proconsole: Gneo Pompeo Magno                                                           | Proconsole: Quinto Cecilio Metello Pio                                                  | Proconsole: Quinto Cecilio Metello Pio                                                  | Proconsole: Quinto Cecilio Metello Pio                                                  |
| 73 - 72                                     | Proconsole: Gneo Pompeo Magno                                                           | Proconsole: Gneo Pompeo Magno                                                           | Proconsole: Gneo Pompeo Magno                                                           | Proconsole: Quinto Cecilio Metello Pio                                                  | Proconsole: Quinto Cecilio Metello Pio                                                  | Proconsole: Quinto Cecilio Metello Pio                                                  |
| 72 - 71                                     | Proconsole: Gneo Pompeo Magno                                                           | Proconsole: Gneo Pompeo Magno                                                           | Proconsole: Gneo Pompeo Magno                                                           | Propraetor: Propraetor sconosciuto                                                      | Propraetor: Propraetor sconosciuto                                                      | Propraetor: Propraetor sconosciuto                                                      |
| 71 - 70                                     | Proconsole: Gneo Pompeo Magno                                                           | Proconsole: Gneo Pompeo Magno                                                           | Proconsole: Gneo Pompeo Magno                                                           | Propraetor: Propraetor sconosciuto                                                      | Propraetor: Propraetor sconosciuto                                                      | Propraetor: Propraetor sconosciuto                                                      |
| 70 - 69                                     | Propraetor: Gneo Calpurnio Pisone                                                       | Propraetor: Gneo Calpurnio Pisone                                                       | Propraetor: Gneo Calpurnio Pisone                                                       | Propraetor: Propraetor sconosciuto                                                      | Propraetor: Propraetor sconosciuto                                                      | Propraetor: Propraetor sconosciuto                                                      |
| 69 - 68                                     | Proconsole: Gneo Calpurnio Pisone                                                       | Proconsole: Gneo Calpurnio Pisone                                                       | Proconsole: Gneo Calpurnio Pisone                                                       | Propraetor: Propraetor sconosciuto                                                      | Propraetor: Propraetor sconosciuto                                                      | Propraetor: Propraetor sconosciuto                                                      |
| 68 - 67                                     | Propraetor: Propraetor sconosciuto                                                      | Propraetor: Propraetor sconosciuto                                                      | Propraetor: Propraetor sconosciuto                                                      | Propraetor: Gaio Antistio Veto                                                          | Propraetor: Gaio Antistio Veto                                                          | Propraetor: Gaio Antistio Veto                                                          |
| 67 - 66                                     | Propraetor: Propraetor sconosciuto                                                      | Propraetor: Propraetor sconosciuto                                                      | Propraetor: Propraetor sconosciuto                                                      | Propraetor: Gaio Antistio Veto                                                          | Propraetor: Gaio Antistio Veto                                                          | Propraetor: Gaio Antistio Veto                                                          |
| 66 - 65                                     | Propraetor: Marco Papio Pisone                                                          | Propraetor: Marco Papio Pisone                                                          | Propraetor: Marco Papio Pisone                                                          | Propraetor: Gaio Antistio Veto                                                          | Propraetor: Gaio Antistio Veto                                                          | Propraetor: Gaio Antistio Veto                                                          |
| 65 - 64                                     | Propraetor: Marco Papio Pisone                                                          | Propraetor: Marco Papio Pisone                                                          | Propraetor: Marco Papio Pisone                                                          | Propraetor: Gaio Antistio Vetere                                                        | Propraetor: Gaio Antistio Vetere                                                        | Propraetor: Gaio Antistio Vetere                                                        |
| 64 - 63                                     | Propraetor: Marco Papio Pisone                                                          | Propraetor: Marco Papio Pisone                                                          | Propraetor: Marco Papio Pisone                                                          | Propraetor: Propraetor sconosciuto                                                      | Propraetor: Propraetor sconosciuto                                                      | Propraetor: Propraetor sconosciuto                                                      |
| 63 - 62                                     | Propraetor: Propraetor sconosciuto                                                      | Propraetor: Propraetor sconosciuto                                                      | Propraetor: Propraetor sconosciuto                                                      | Propraetor: Propraetor sconosciuto                                                      | Propraetor: Propraetor sconosciuto                                                      | Propraetor: Propraetor sconosciuto                                                      |
| 62 - 61                                     | Propraetor: Propraetor sconosciuto                                                      | Propraetor: Propraetor sconosciuto                                                      | Propraetor: Propraetor sconosciuto                                                      | Propraetor: Gaio Cosconio                                                               | Propraetor: Gaio Cosconio                                                               | Propraetor: Gaio Cosconio                                                               |
| 61 - 60                                     | Propraetor: Propraetor sconosciuto                                                      | Propraetor: Propraetor sconosciuto                                                      | Propraetor: Propraetor sconosciuto                                                      | Propraetor: Gaio Giulio Cesare                                                          | Propraetor: Gaio Giulio Cesare                                                          | Propraetor: Gaio Giulio Cesare                                                          |
| 60 - 59                                     | Propraetor: Propraetor sconosciuto                                                      | Propraetor: Propraetor sconosciuto                                                      | Propraetor: Propraetor sconosciuto                                                      | Propraetor: Gaio Giulio Cesare                                                          | Propraetor: Gaio Giulio Cesare                                                          | Propraetor: Gaio Giulio Cesare                                                          |
| 59 - 57                                     | Propraetor: Propraetor sconosciuto                                                      | Propraetor: Propraetor sconosciuto                                                      | Propraetor: Propraetor sconosciuto                                                      | Propraetor: Propraetor sconosciuto                                                      | Propraetor: Propraetor sconosciuto                                                      | Propraetor: Propraetor sconosciuto                                                      |
| 56 - 55                                     | Propraetor: Quinto Cecilio Gneo Nepote                                                  | Propraetor: Quinto Cecilio Gneo Nepote                                                  | Propraetor: Quinto Cecilio Gneo Nepote                                                  | Propraetor: Propraetor sconosciuto                                                      | Propraetor: Propraetor sconosciuto                                                      | Propraetor: Propraetor sconosciuto                                                      |
| 55 - 54                                     | Propraetor: Quinto Cecilio Metello Nepote                                               | Propraetor: Quinto Cecilio Metello Nepote                                               | Propraetor: Quinto Cecilio Metello Nepote                                               | Propraetor: Propraetor sconosciuto                                                      | Propraetor: Propraetor sconosciuto                                                      | Propraetor: Propraetor sconosciuto                                                      |
| 54 - 53                                     | Proconsole: Gneo Pompeo Magno                                                           | Proconsole: Gneo Pompeo Magno                                                           | Proconsole: Gneo Pompeo Magno                                                           | Proconsole: Gneo Pompeo Magno                                                           | Proconsole: Gneo Pompeo Magno                                                           | Proconsole: Gneo Pompeo Magno                                                           |
| 53 - 52                                     | Proconsole: Gneo Pompeo Magno                                                           | Proconsole: Gneo Pompeo Magno                                                           | Proconsole: Gneo Pompeo Magno                                                           | Proconsole: Gneo Pompeo Magno                                                           | Proconsole: Gneo Pompeo Magno                                                           | Proconsole: Gneo Pompeo Magno                                                           |
| 52 - 51                                     | Proconsole: Gneo Pompeo Magno                                                           | Proconsole: Gneo Pompeo Magno                                                           | Proconsole: Gneo Pompeo Magno                                                           | Proconsole: Gneo Pompeo Magno                                                           | Proconsole: Gneo Pompeo Magno                                                           | Proconsole: Gneo Pompeo Magno                                                           |
| 51 - 50                                     | Proconsole: Gneo Pompeo Magno                                                           | Proconsole: Gneo Pompeo Magno                                                           | Proconsole: Gneo Pompeo Magno                                                           | Proconsole: Gneo Pompeo Magno                                                           | Proconsole: Gneo Pompeo Magno                                                           | Proconsole: Gneo Pompeo Magno                                                           |
| 50 - 49                                     | Proconsole: Gneo Pompeo Magno                                                           | Proconsole: Gneo Pompeo Magno                                                           | Proconsole: Gneo Pompeo Magno                                                           | Proconsole: Gneo Pompeo Magno                                                           | Proconsole: Gneo Pompeo Magno                                                           | Proconsole: Gneo Pompeo Magno                                                           |
| 49 - 48                                     | Praetor: Marco Terenzio Varrone                                                         | Praetor: Marco Terenzio Varrone                                                         | Praetor: Marco Terenzio Varrone                                                         | Praetor: Praetor sconosciuto                                                            | Praetor: Praetor sconosciuto                                                            | Praetor: Praetor sconosciuto                                                            |
| 48 - 47                                     | Praetor: Marco Emilio Lepido                                                            | Praetor: Marco Emilio Lepido                                                            | Praetor: Marco Emilio Lepido                                                            | Praetor: Quinto Cassio Longino                                                          | Praetor: Quinto Cassio Longino                                                          | Praetor: Quinto Cassio Longino                                                          |
| 47 - 46                                     | Praetor: Marco Emilio Lepido                                                            | Praetor: Marco Emilio Lepido                                                            | Praetor: Marco Emilio Lepido                                                            | Praetor: Gaio Trebonio                                                                  | Praetor: Gaio Trebonio                                                                  | Praetor: Gaio Trebonio                                                                  |
| 46 - 45                                     | Praetor: Marco Emilio Lepido                                                            | Praetor: Marco Emilio Lepido                                                            | Praetor: Marco Emilio Lepido                                                            | Praetor: Praetor sconosciuto                                                            | Praetor: Praetor sconosciuto                                                            | Praetor: Praetor sconosciuto                                                            |
| 45 - 44                                     | Praetor: Marco Emilio Lepido                                                            | Praetor: Marco Emilio Lepido                                                            | Praetor: Marco Emilio Lepido                                                            | Praetor: Gaio Albino Carrina                                                            | Praetor: Gaio Albino Carrina                                                            | Praetor: Gaio Albino Carrina                                                            |
| 44 - 43                                     | Praetor: Lucio Cornelio Balbo                                                           | Praetor: Lucio Cornelio Balbo                                                           | Praetor: Lucio Cornelio Balbo                                                           | Praetor: Gaio Asinio Pollione                                                           | Praetor: Gaio Asinio Pollione                                                           | Praetor: Gaio Asinio Pollione                                                           |